# Джамала
Суса́на Алі́мівна Джамаладі́нова (крим. Susana Alim qızı Camaladinova; сценічне ім'я Джама́ла (Jamala); нар. 27 серпня 1983, Ош) — українська співачка та авторка пісень. Народна артистка України (2016), переможниця музичних конкурсів «Нова хвиля-2009» та «Євробачення-2016». Лауреатка Національної премії України імені Тараса Шевченка (2024). Виконує пісні в стилях джаз, соул, фанк, фолк, госпел, поп та електро, бере участь в оперних постановках і шоу.
Джамала випустила 7 студійних, 2 збірних, 1 концертний і 3 мініальбоми, один максісингл із піснями українською, англійською, російською та кримськотатарською мовами. Знялась у фільмі «Поводир» українського режисера Олеся Саніна. Перемогла на 8-му конкурсі «Нова хвиля» в Юрмалі та 61-му конкурсі «Євробачення» в Стокгольмі. Отримала 9 статуеток музичної премії «Yuna», дві премії «Elle Style Award», премії «Людина року», «Best Fashion Awards», «Red Apple Awards», «Eurostory Awards», «Marcel Bezençon Award» і «Cosmopolitan Awards».

## Життя і творчість

### Ранні роки
Сусана народилася в Оші Киргизької РСР у родині кримського татарина Аліма Джамаладінова та вірменки Галини Тумасової (Тумасян). Незабаром родина переїхала до Мелітополя, а наприкінці 1980-х років — до села Малоріченське, що під Алуштою. Зростала вона в родині музикантів — мати працювала викладачкою у музичній школі, а батько — диригент за освітою.
Змалку Сусана брала участь у різноманітних дитячих конкурсах, як-от: «Зоряний дощ» (1992), «Живі джерела» (1993). У 1992—1998 роках навчалась у музичній школі № 1 міста Алушти за класом фортепіано, по закінченню якої вступила до Сімферопольського музичного училища, яке закінчила 2001 року, а відтак — до Національної музичної академії України, що в Києві, де здобула академічну освіту. На випускному екзамені вона виконала партію Віолетти з опери «Травіата» італійського композитора Джузеппе Верді та дістала найвищу оцінку, а відтак отримала диплом із відзнакою. Цікаво, що ще перед вступом до київського вишу джазовий корифей Ігор Бриль запропонував Сусані вступити до Російської академії музики імені Гнесіних, але батько заборонив їй вступати до цього навчального закладу.

### 2001—2009: «Beauty band» і «Нова хвиля»
Під час навчання Сусана брала участь у різноманітних українських і закордонних фестивалях, як-от: «Голоса будущего» (2000, РФ), «Кримська весна» (2001), «Do#Dж junior» (2001), «Il Concorso Europeo Amici della musica» (2004, Італія). Співала в жіночому акапельному квінтеті «Beauty Band» (2001—2007), у складі якого 2006 року взяла участь у «DO#Dж junior», де її помітила хореограф Олена Коляденко й запросила на сольну роль у власному мюзиклі «Па» (2008). Так Олена Коляденко стала першим продюсером Джамали.
Після отримання диплому Сусані довелось вибирати між класикою і джазом. Вона надсилала власні записи до Цюрихського оперного театру. У той період вона вже мала пропозицію пройти стажування в славетному оперному театрі «Ла Скала», що в Мілані, і вже була вирішила вибрати оперу, як неочікувано надійшла пропозиція взяти участь у 8-му міжнародному конкурсі «Нова хвиля». Сусана погодилась і виступила на конкурсі під псевдонімом Джамала (Jamala), що є першою частиною її прізвища. Протягом трьох конкурсних днів вона виконала пісню «History repeating» із репертуару британського дуету «Propellerheads», українську народну пісню «Ой верше мій, верше» та сольну пісню «Маменькин сынок». У підсумку вона та індонезійський конкурсант Санді Сондоро набрали по 358 балів, таким чином розділивши перемогу на двох.

### 2009—2012: початок кар'єри
Після конкурсу «Нова хвиля» Джамала продовжила співпрацю з Оленою Коляденко, але через творчі розбіжності пізніше її припинила. У 2010 році її новим продюсером став Ігор Тарнопольський, співпраця з ним тривала до травня 2021 року.
Невдовзі після перемоги на конкурсі вона здобула премію «Людина року» в номінації «Кумир українців», а журнал «Cosmopolitan» назвав її «відкриттям року». У 2009—2010 роках брала участь у «Різдвяних зустрічах» з Аллою Пугачовою, грала в опері Моріса Равеля «Іспанська година» та в оперній постановці Василя Бархатова за мотивами «бондіани», і цей виступ відзначив знаменитий британський актор Джуд Лоу.
28 лютого 2010 року на телеканалі «Інтер» показано документальний фільм за участю співачки «Анатомія голосу. Джамала», у якому науковці спробували дослідити процеси в організмі людини, що співає. Навесні Джамала здобула премію «ELLE Style Award» у номінації «Співачка року», а влітку відвідала Лос-Анджелес, де на зустрічі з Волтером Афанасьєффом відхилила його пропозицію переїхати до США, бо побоювалась, що цей відомий американський продюсер і композитор обмежуватиме її творчість.
Восени 2010 року з піснею «Smile» Джамала взяла участь у національному відборі на 56-й пісенний конкурс «Євробачення». Перемогла в першому півфіналі, а у фіналі за підсумками голосування посіла третє місце, поступившись Златі Огнєвіч та Міці Ньютон, яка й здобула перемогу. Підсумок відбору збурив суспільство через підозру в підробці результатів голосування. Головним приводом слугувало те, що за Міку Ньютон надіслано 29 тисяч 64 повідомлення з 1996 телефонних номерів, у той час, коли за Джамалу — 10 тисяч 800 повідомлень із 6365 телефонних номерів. Під підозру також підпали результати міжмережевого голосування. 28 лютого НТУ вирішила провести повторне голосування за трьох фіналістів національного відбору, але Джамала та Злата Огнєвіч відхилили пропозицію, бо не повірили в прозорість системи голосування.
12 квітня 2011 року в Жовтневому палаці відбувся перший сольний концерт Джамали, на якому вона презентувала свій перший альбом «For every heart», що вийшов під лейблом «Moon». Робота над альбомом тривала майже рік — запис перших пісень було розпочато ще навесні 2010 року. До нього ввійшло дванадцять основних та три бонусних пісні, які вона виконувала на конкурсі «Нова хвиля». Аранжувальником і музичним продюсером альбому став український музикант Євген Філатов, а автором слів — українська поетеса Тетяна Скубашевська. До альбому також увійшли кримськотатарська народна пісня «Pencereden», яку Джамала присвятила пам'яті бабусі Едіє, та дві пісні, створені ще під час навчання в консерваторії, — «Find me» і «Without you».
2011 року керівництво УЄФА запропонувало Джамалі написати спеціальну пісню для «Євро-2012». 2 грудня на церемонії жеребкування фінальної частини чемпіонату співачка презентувала пісню «Goal», автором слів якої стала Тетяна Скубашевська, а музичним продюсером — Євген Філатов.

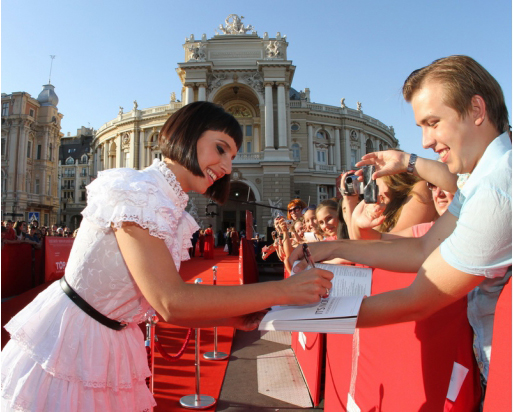
Одеський міжнародний кінофестиваль, 2012

2012 року Джамала взяла участь у вокальному шоу «Зірки в опері», що є адаптацією британського формату «Popstar to Operastar». Шоу знято та показано телеканалом «1+1». Вона виступала в парі з оперним співаком-студентом Владом Павлюком. Протягом семи ефірів вони співали від світових хітів та радянської класики до оперети та опери. В останньому, восьмому ефірі оголошено переможців шоу, якими стали Джамала і Влад Павлюк, а також Олександр Пономарьов і Ірина Кулик. Того ж року Джамала здобула модну премію «Best Fashion Awards» у спеціальній номінації «Натхнення».

### 2013—2015: кіно і зміна стилю
19 березня 2013 року, одночасно на понад 60 цифрових майданчиках, відбувся реліз другого альбому співачки «All or nothing». До роботи над альбомом було залучено Євгена Філатова та Милоша Єлича. У ньому Джамала вперше записала соул російською, автором якого стала російська письменниця українського походження Вікторія Платова. Слова більшості англомовних пісень Джамала написала в співавторстві з Оленою Чубуклієвою, колишньою солісткою гурту «Sirena». До альбому також увійшла кримськотатарська народна пісня «Unutmasan». Особисто Джамала презентувала альбом 26 квітня на сольному концерті в Жовтневому палаці. Тієї ж весни представлено альбом на грамплатівці, й отримано премію «ELLE Style Award» у номінації «Співачка року».
У другій половині 2013 року Джамала взяла участь у кампанії «MTV EXIT» із протидії торгівлі людьми. Як оповідач вона знялась у документальному фільмі «Життя на продаж», у якому розповіла історії трьох трудових мігрантів родом з України.
Навесні 2014 року Джамала здобула премію «Red Apple Awards» у номінації «Art» за внесок у розвиток культури й зміцнення миру. Восени вийшла на екрани кінокартина «Поводир» українського режисера Олеся Саніна, у якій Джамала зіграла роль акторки та співачки драматичного театру в Харкові Ольги Левицької і виконала пісню «You're my thrill». Ще до виходу фільму в кінотеатрах співачка представила пісню «Чому?», яку присвятила пам'яті українських кобзарів та лірників, знищених у СРСР на початку 1930-х років. Того ж року Джамала знялась у телевізійному мюзиклі «Аліса в країні чудес» режисера Максима Паперника, зігравши роль Гусені. Мюзикл показано в передноворічну ніч на телеканалі «Україна».
1 жовтня 2014 року представлено третій, цього разу мініальбом співачки «Thank You», музичними продюсерами якого стали Євген Філатов і гітарист співачки Сергій Єременко («Perfect Man»). До альбому ввійшла україномовна пісня «Заплуталась», яку співачка представила 25 вересня. Альбом має здебільшого електронне звучання та містить у собі шість пісень, авторами яких стали сама співачка, Maria Q, Арт Антонян («My Lover») і Вікторія Платова («Заплуталась», «Песня о дружбе»).
Тієї ж осені Андрій Хливнюк запросив Джамалу до співпраці. Утрьох, разом із Дмитром Шуровим, вони були записали пісню «Злива», яку представили напередодні річниці початку Революції гідності в Україні на тематичному форумі в Мистецькому Арсеналі, присвяченому доленосним подіям минулого року. Пісня стала музичною композицією до фільму «Зима, що нас змінила» та проєкту «ТСН» — «94 дні. Євромайдан очима ТСН». Також дует Джамали, Андрія Хливнюка та Дмитра Шурова і їхня пісня «Злива» здобули перемогу в номінаціях «Найкращий дует» і «Найкраща пісня» музичної премії «YUNA» у 2016 році.
Протягом 2012—2014 років Джамала тричі взяла участь у джазовому фестивалі «Усадьба Jazz» — у Санкт-Петербурзі та Москві. Була гедлайнером міжнародного джазового фестивалю «Alfa Jazz Fest» у Львові та міжнародного фестивалю опери, оперети і мюзиклу «O-Fest» у Києві.
12 жовтня 2015 року в ефірі «Радіо Аристократи» презентовано четвертий альбом співачки «Подих». Музичним продюсером альбому став Євген Філатов. Слова та музику пісень написано в співавторстві з Вікторією Платовою, Артом Антоняном, Романом Череновим, відомим як Morphom, та гуртом «The Erised». «Подих» також містить пісні на вірші української письменниці Ліни Костенко та російської поетеси Марини Цвєтаєвої. Альбом здобув перемогу в номінації «Найкращий альбом» музичної премії «YUNA» 2016 року, а пісня «Иные» стала саундтреком до однойменного телесеріалу російського режисера Олександра Якимчука.

### 2016—2017: «Євробачення»

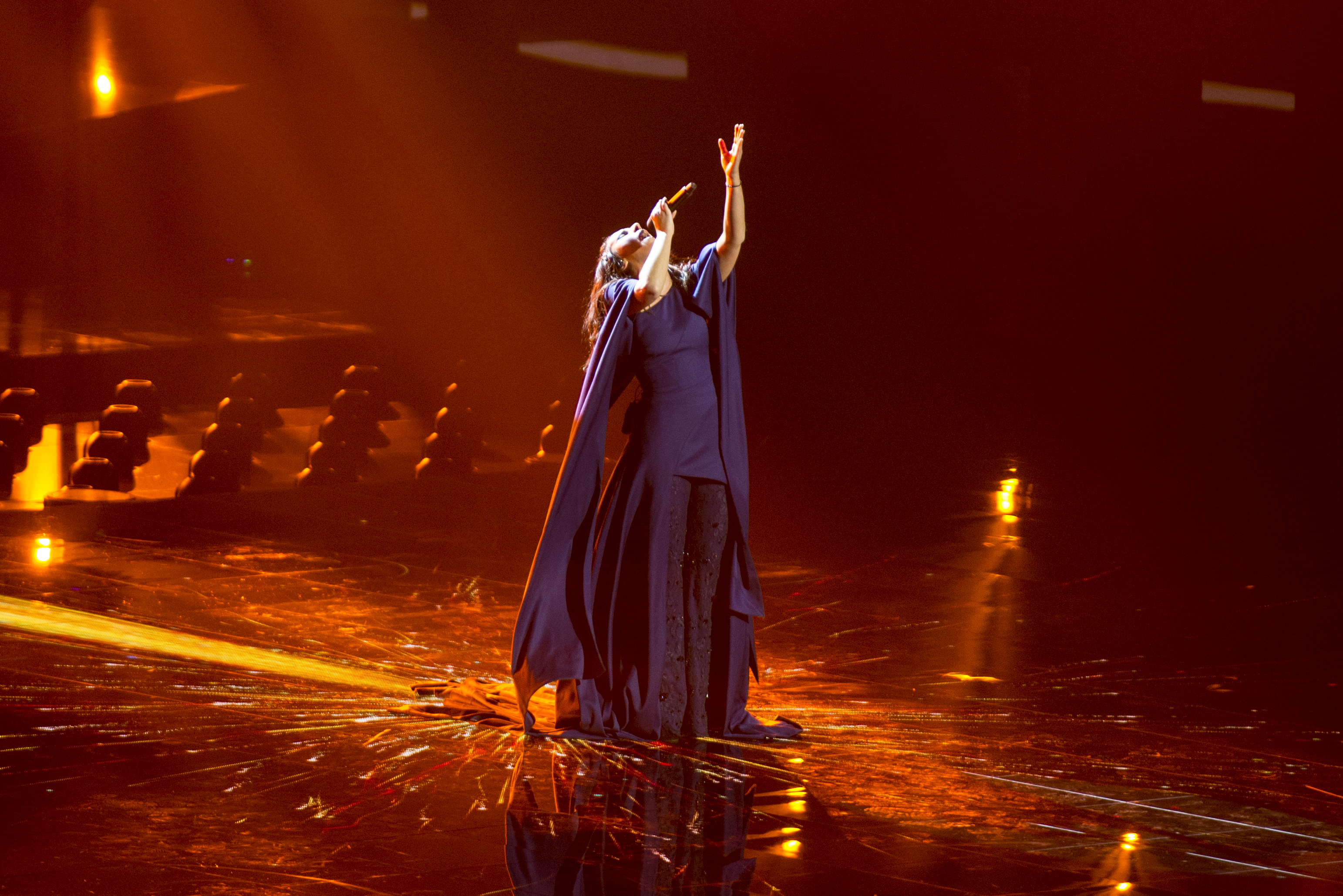
Виступ Джамали в другому півфіналі «Євробачення-2016»

26 січня 2016 року Джамала повідомила про те, що візьме участь у національному відборі на 61-й пісенний конкурс «Євробачення», і, за результатами жеребкування, 6 лютого виступила в першому півфіналі національного відбору, виконавши авторську пісню «1944», присвячену трагічним подіям минулого, зокрема депортації кримськотатарського народу. Згідно з результатами глядацького голосування та журі, Джамала вийшла до фіналу національного відбору, у якому здобула перемогу.
У квітні, разом з іншими музиками бере участь у записі альбому Усеїна Бекірова «Taterrium», у якому власним голосом виконала інструментальну партію в піснях «The song in the folk style» та «Boyna».

Під час перебування на пісенному конкурсі в Стокгольмі співачка здобула премію «Eurostory Awards 2016» за найкращий рядок у конкурсній пісні, а також премію «Marcel Bezençon Award» у номінації «Мистецький приз».
Уночі проти 15 травня у фіналі «Євробачення» Джамала здобула перемогу, набравши 534 бали, а 16 травня Президент України Петро Порошенко присвоїв їй почесне звання «Народної артистки України». Під час перебування на пісенному конкурсі Джамала підписує контракт із «Universal Music Group», який 10 червня видає її альбом «1944» в Європі, а 10 липня — у США.
20 липня на телеканалах «UA: Перший» та «Громадське телебачення» відбулася прем'єра телефільму «Дивись на себе!» журналіста Богдана Кутєпова про перемогу співачки на пісенному конкурсі «Євробачення».
Восени Джамала взяла участь у зніманні сьомого сезону вокального шоу «Голос країни», а також представила пісню «Заманили», яку записала разом з українським етногуртом «ДахаБраха». 8 грудня в широкий прокат вийшов фільм «Моя бабуся Фані Каплан» режисерки Олени Дем'яненко, музичною композицією до якого стала пісня «Обещание» з альбому «Подих».

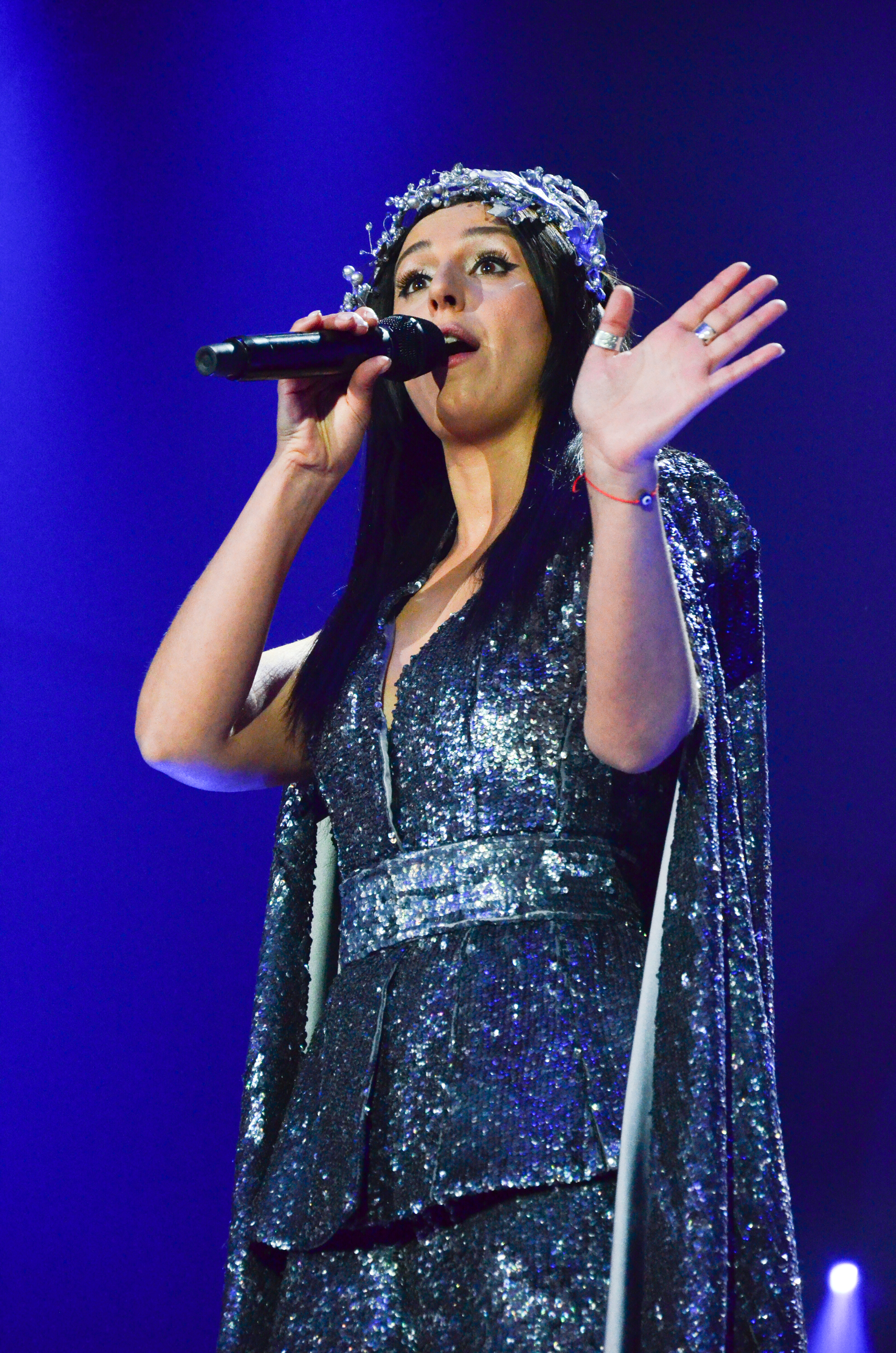
Репетиція фіналу «Євробачення-2017»

На початку 2017 року Джамала перемогла в номінаціях «Найкращий соло-артист», «Найкраща пісня» та «Найкращий дует» музичної премії «YUNA-2017», у номінації «Культура» всеукраїнської премії «Жінка України-2016», а також у номінації «Гордість країни» премії «Viva! Найкрасивіші-2017». Навесні, у рамках виставки «Flower Expo Ukraine» в Києві, отримала сертифікат від нідерландської компанії «StoKolex» про назву нового сорту тюльпану її іменем.
На початку квітня в прокат вийшла документальна стрічка «Jamala.UA» режисерки Анни Акулевич, а вже наприкінці цього місяця співачка одружилася з громадським активістоим Сеїт-Бекіром Сулеймановим.
У травні Джамала взяла участь у 62-му пісенному конкурсі «Євробачення». У першому півфіналі вона презентувала симфонічну версію пісні «1944», що стала саундтреком до фільму «Чужа молитва» українського режисера й актора кримськотатарського походження Ахтема Сеїтаблаєва, та заспівала «Заманили», а у фіналі — пісню «I believe in U», яку присвятила Україні.
У червні почали знімання фільму «Небо» режисера Олексія Пантелєєва, де співачка грає одну з ролей, а в липні в Києві було презентовано документальний фільм «Боротьба Джамали» («Jamalas kamp») журналістки шведського телебачення Елін Єнссон, яку вже показували у Швеції на телеканалі «SVT1».

### 2018—2019: «Крила»

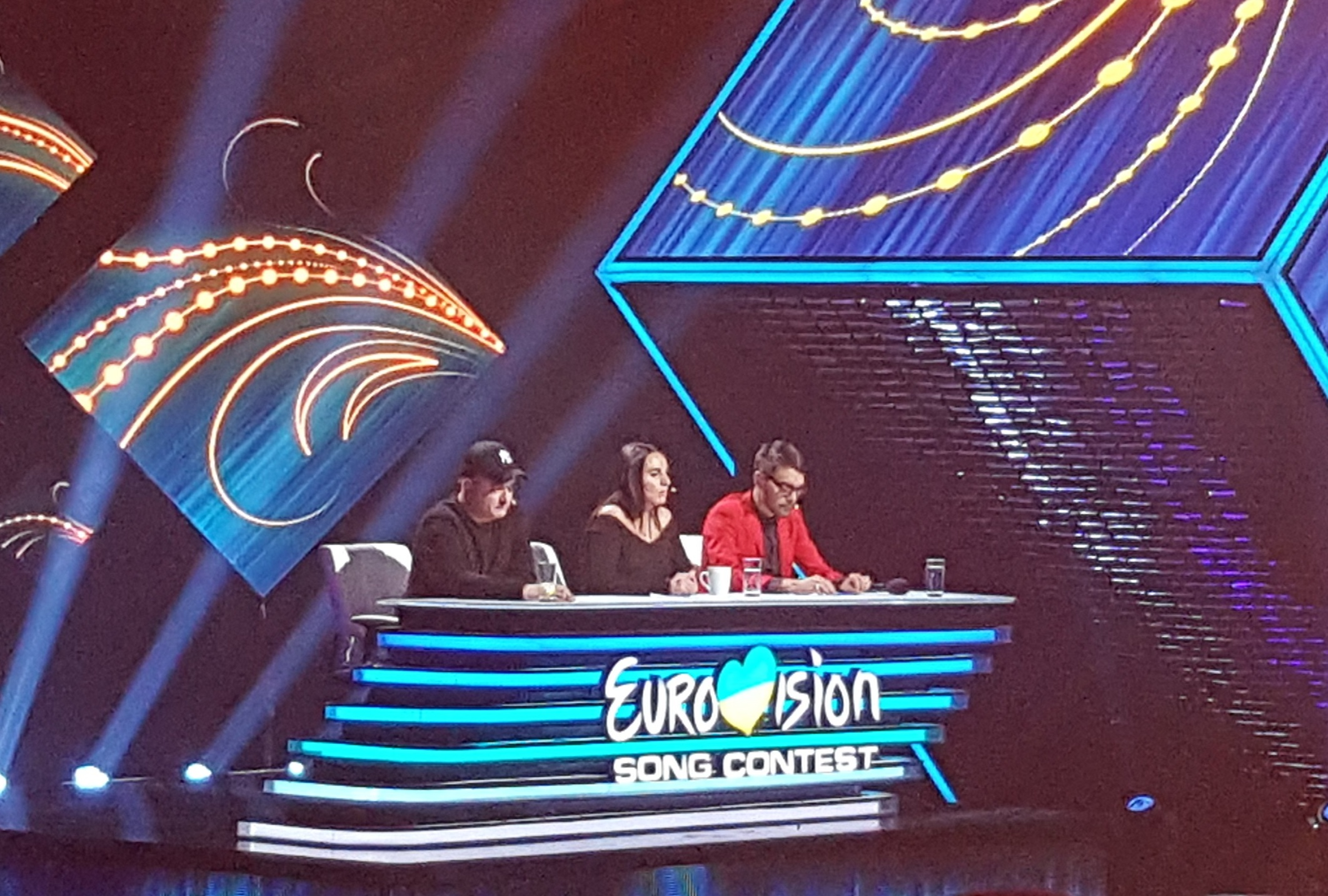
Судді українського нацвідбору на «Євробачення-2018»

7 березня 2018 року в прокат вийшов український анімаційний фільм «Викрадена принцеса: Руслан і Людмила» режисера Олега Маламужа, до якого Джамала записала музичну композицію «Ти любов моя». Також Джамала взяла участь у дубляжі та записі пісні для американського анімаційного фільму «Ральф-руйнівник 2: Інтернетрі», у якому її голосом заговорить перегінниця Інжекта. Тієї ж весни Джамала здобула всеукраїнську премію «Жінка України-2017» у номінації «Шоу-бізнес» та премію «ELLE Digital Awards» у номінації «Персона з найбільшою кількістю інформприводів».
12 жовтня був представлений п'ятий альбом «Крила», до роботи над котрим долучились український джазовий піаніст, Юхим Чупахін та гітарист гурту «Океан Ельзи» Владімір Опсеніца. Платівка складається із 10 пісень, 7 із яких написані українською мовою, та ще 3 — англійською. На підтримку альбому Джамала вирушила в тур вісьмома містами України, з листопада по грудень.
16 грудня під час фіналу казахського вокального шоу «I'm a singer», де Джамала була суддею, вона презентувала казахськомовну версію пісні «Крила» — «Самға». Того ж місяця вийшов документальний фільм «Crimea: Russia's Dark Secret» про окупацію Криму Росією та порушення прав людини на території півострова, в фільмі Джамала дала інтерв'ю режисеру Джеймі Дорану.
13 січня 2019 року на Щедрий вечір відбулася прем'єра хіп-хоп колядки «Добрий вечір», за участі Джамали. Автором ідеї був реп-виконавець Ярмак, котрий для створення колядки запросив Джамалу та ще п'ятьох виконавців, Аліну Паш, LAUD, Mr. Makoundi та учасників колективу «кАчевники» Den Da Funk й Fame. 1 лютого вона представила англомовний сингл «Solo», авторами якого стали Адіс Емінич, Ванесса Кампанья та саундпродюсер Браян Тодд. У квітні сингл увійшов у топ-10 двох британських чартів Upfront Club та Commercial Pop.
Навесні 2019 Джамала взяла участь у зніманні п'ятого сезону шоу «Голос. Діти», де вона стала тренером.

### 2020—дотепер: «QIRIM»

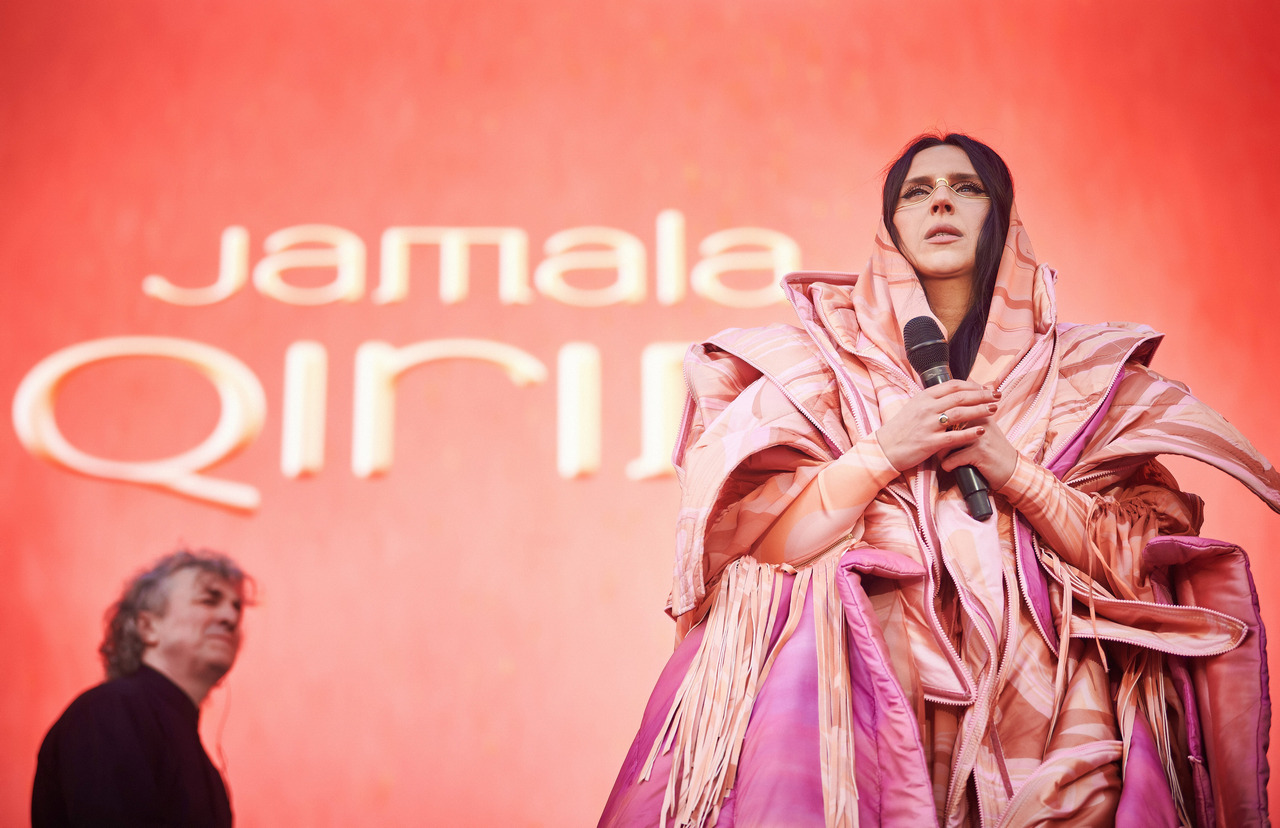
Презентація альбому Qirim в Ліверпулі з Філармонією BBC перед другим півфіналом Євробачення 2023

2020 року озвучила серію, присвячену історії депортації кримських татар з Криму, в мультсеріалі про Україну «Книга-мандрівка». Того ж року знялася у фільмі «Пісенний конкурс Євробачення: Історія вогненної саги» від Netflix.
2021 року Джамала та Директор лейбла Enjoy Records продюсер Ігор Тарнопільський припинили співпрацю після 11 років роботи. Того ж року з YouTube-каналу раптово зникли всі її кліпи, що вийшли після 2018 року. Тоді, за словами співачки, вона не мала доступу до облікового запису на платформі. Пізніше Тарнопольський заявив, що Джамала шляхом обману та маніпуляцій розірвала контракт без пояснення причин, і запевнив, що не видаляв її кліпи на YouTube.
5 травня 2023 року в Києві з Національним симфонічним оркестром України наживо був представлений сьомий студійний альбом QIRIM, випущений лейблом Universal Music Polska. 11 травня альбом був представлений у Ліверпулі з філармонічним оркестром ВВС. 1 травня 2024 року альбом було випущено на вінілі.

## Сім'я
Алім Джамаладінов — батько співачки, кримський татарин. Коли кримських татар було депортовано до Середньої Азії, його родина потрапила до Киргизстану. Там він народився, виріс і познайомився з майбутньою матір'ю Джамали — Галиною Тумасовою. Відбулось це в музичному училищі, де вона була піаністкою, а він — хоровим диригентом власного ансамблю, що виконував кримськотатарську народну музику, а також музику народів Середньої Азії.
Галина Тумасова (Тумасян) — мати співачки, вірменка. Свого часу бабуся та дідусь Галини вимушені були виїхати з Карабаху, звідки вони родом, до Середньої Азії, бо їхню родину розкуркулили. На той момент Галининому батькові Михайлові було всього п'ять років. Сама Галина народилась у Киргизстані й стала сьомою дитиною в родині. На той час її бабусі було вже сорок п'ять років, а дідусеві — шістдесят п'ять.
Алім Джамаладінов завжди хотів повернутись на батьківщину своїх пращурів до села Кючук-Озен, що в Криму. Але в 1980-ті роки депортованим кримським татарам було заборонено повертатися до Криму, а купувати нерухомість — і поготів. Тоді батьки співачки вирішили розлучитись. Джамала з батьком та старшою сестрою Евеліною мешкала в Мелітополі, що на Запоріжчині, а мати винаймала кімнату в селі Малоріченське й викладала в музичній школі. За чотири роки їй вдалось придбати будинок, у який і переїхала її родина, а згодом і вся сім'я Джамаладінових.
Сеїт-Бекір Сулейманов — чоловік співачки, кримський татарин. Народився 29 жовтня 1991 року в Сімферополі, Україна. Здобув освіту в КНУ імені Тараса Шевченка та закінчив курси в Київській школі економіки. Працює економістом, а також бере участь у соціально-політичних проєктах щодо розв'язання проблем кримськотатарської молоді.
27 березня 2018 року Джамала народила сина Еміра-Рахмана, 19 червня 2020 року — сина Селіма-Гірая, а 24 травня 2024 року третього сина Аліма Сеіт-Бекіра.

## Громадянська позиція

### Євромайдан і АТО
У грудні 2013 року Джамала відвідала Євромайдан, щоб підтримати протестувальників. Від лютого 2014 року бере участь у заходах, присвячених соборності та цілісності України, зокрема у зніманні відеозвернення «Україна — єдина», у соціальному проєкті «Україна. З вірою в серці», у благодійній тандиті в Києві, в інформаційній кампанії «Крим — це Україна».
|                                            | Ви ніколи не бачили й не чули, що я кричу про свою благодійність, бо я вважаю, що це мій обов'язок не лише як співачки, це мій громадянський обов'язок бути людиною та допомагати людям.Оригінальний текст (рос.) Вы никогда не видели и не слышали, что я кричу о своей благотворительности, потому что я считаю, что это мое не просто дело как певицы, это мое гражданское дело быть человеком и помогать людям. |
| — Джамала. Радіо «Вести» (13 вересня 2014) | |

Також навесні 2014 року вона представила пісню «Чому?», яку присвятила історичним подіям в Україні початку 1930-х років. А влітку того ж року на 13-му міжнародному конкурсі «Нова хвиля» зі сцени вона закликала до миру у світі та в Україні.
|  | Погоджуючись взяти участь у фестивалі «Нова хвиля», я розуміла, що виступатиму в Європі. І я не могла не скористатись цим. Я просто зобов'язана висловити свою позицію в будь-який спосіб — піснею, українською стрічкою, костюмом. |

### Анексія Криму
Під час окупації Криму і подальшої анексії його Російською Федерацією Джамала неодноразово засуджувала ці дії та наголошувала на тому, що Крим — це Україна, підтримуючи суверенітет країни. Вона також фінансово допомагає громадській організації «КримSOS». А навесні 2016 року долучилась до акції, спрямованої на порятунок кримськотатарського телеканалу «ATR».
5 лютого 2016 року Джамала презентувала пісню «1944», з якою представила Україну на 61-му пісенному конкурсі «Євробачення» в Стокгольмі й здобула перемогу. Твір присвячено трагічним подіям минулого, зокрема депортації кримськотатарського народу. Співачка наголошує, що метою пісні є збудити в людях пам'ять про страшні трагедії минулого, щоб вони уникали їх у майбутньому.

### ПраваЛГБТ
У липні 2016 року, в етері шведського телеканалу TV4 заявила про свою підтримку ЛГБТ-спільноті. Пізніше цього ж року, в інтерв'ю британському виданню Q&A Джамала підтвердила, що намагається захистити ЛГБТ-спільноту від людської агресії та насилля:.
|  | Моя родина пережила багато страждань, саме тому я написала пісню "1944". З цієї ж причини я так уважна до будь-яких проявів несправедливості. В дитинстві мене також намагалися обмежувати через мою національність. Сьогодні я захищаю ЛГБТ-спільноти від людської агресії і утисків. |

Про права ЛГБТ в Україні:
|  | Ситуація складна, втім, як і в інших країнах. Але ми поступово намагаємося це виправляти, кілька місяців тому в центрі Києва пройшов Марш рівності. |

### Права тварин
У 2017 році підтримала гуманістичну ініціативу UAnimals, вийшла на Всеукраїнський марш за права тварин та виступила за заборону експлуатації тварин в цирках.
|  | Дикі тварини повинні жити на волі, а не розважати людей. Леви в цирку, екзотичні звірі, яким важко мешкати в нашому середовищі, вони живуть у постійному стражданні. Ми повинні припинити знущання над тваринами! В 21-му сторіччі це неприпустимо! |

### Українські традиції
2018 року долучилася до благодійного фотопроєкту «Щирі. Свята», присвяченого українському народному костюму та його популяризації. Проєкт було реалізовано зусиллями ТЦ «Домосфера», комунікаційної агенції Gres Todorchuk та Національного центру народної культури «Музей Івана Гончара». Увесь прибуток, отриманий від продажу виданих календарів, було передано на реконструкцію музею. Кожен місяць у календарі присвячено одному з традиційних українських свят, на яке вказують атрибути та елементи вбрання.

## Благодійність
Під час пандемії COVID-19 передала кошти, зібрані в межах благодійної ініціативи «Looks of Jamala» з продажу власного сценічного одягу, на закупівлю захисних костюмів для українських медичних працівників.

## Дискографія

### Студійні альбоми
- 2011: For every heart
- 2013: All or nothing
- 2015: Подих
- 2016: 1944
- 2018: Крила
- 2021: Ми
- 2023: QIRIM

### Концертні альбоми
- 2012: For every heart: Live at Arena concert plaza

### Збірки
- 2019: 10
- 2020: Свої

### Мініальбоми
- 2014: Thank You
- 2016: 1944
- 2021: 5:45
- 2022: Поклик
- 2023: Spotify Singles

### Реміксові альбоми
- 2019: Solo
- 2023: Жалі (Remixes)

## Музичні відео
| Рік  | Назва                                | Режисура                        | Операторство                    |
| ---- | ------------------------------------ | ------------------------------- | ------------------------------- |
| 2009 | «History repeating»                  | Алан Бадоєв                     | Ярослав Пілунський              |
| 2010 | «You are made of love» (рос.)(англ.) | Катерина Царик                  | Юрій Король                     |
| 2010 | «It's me, Jamala» (укр.)(англ.)      | Чарлі Стедлер                   | Фрейзер Теґґерт                 |
| 2011 | «Smile»                              | Максим Ксьонда                  | Сергій Михальчук                |
| 2011 | «Find me»                            | Джон Ікс Кері                   |                                 |
| 2012 | «Я люблю тебя»                       | Сергій Сараханов                | Євгенія Драч, Микола Булавський |
| 2013 | «Кактус»                             | Денис Захаров                   | Денис Захаров                   |
| 2013 | «All these simple things»            | Олександр Мілов                 | —                               |
| 2013 | «У осени твои глаза» (англ.)(рос.)   | Віктор Вілкс                    | Ярослав Пілунський              |
| 2014 | «Чому?»                              | Денис Захаров, Олесь Санін      | Сергій Михальчук                |
| 2015 | «Заплуталась»                        | Анатолій Сачівко                | Микита Кузьменко                |
| 2015 | «Иные»                               | Михайло Ємельянов               | Віктор Федосєєв                 |
| 2016 | «Шлях додому»                        | Анна Копилова                   | Денис Лущик                     |
| 2016 | «1944»                               | Анатолій Сачівко                | Микита Кузьменко                |
| 2016 | «Обещание»                           | Денис Захаров, Олена Дем'яненко | Олексій Москаленко              |
| 2017 | «I believe in U»                     | Ігор Стеколенко                 | Денис Лущик                     |
| 2017 | «Сумую»                              | Ігор Стеколенко                 | Денис Лущик                     |
| 2018 | «Ти любов моя»                       | Олег Маламуж                    | Теодор Нещадим                  |
| 2018 | «Крила» (укр.)(казах.)               | Анна Копилова                   | Антон Фурса                     |
| 2018 | «The great pretender»                | Анна Бурячкова                  | Світлана Апаріна                |
| 2019 | «Solo»                               | Анна Бурячкова                  | Світлана Апаріна                |
| 2019 | «Ціна правди»                        | Катерина Царик, Аґнешка Голланд | Юрій Король                     |
| 2019 | «Забирай» (за участю alyona alyona)  | Антон Штука                     | Іван Фоміченко                  |
| 2020 | «Жалі» (за участю alyona alyona)     | Дмитро Чернявський              | Антон Фурса                     |
| 2020 | «Эндорфины» (за участю Pianoбой)     | Максим Коцький                  | Дмитро Чернявський              |
| 2021 | «Вірю в тебе»                        | Анна Копилова                   | Антон Фурса                     |
| 2021 | «ПОТАЙКИ»                            | Олександр Гужеля                | Ілля Состановський              |
| 2021 | «Новий рік з тобою»                  | Тіма Дарменов                   | Влад Пеньков                    |

## Фільмографія

### Кіно
| Рік          | Назва                                                | Роль           | Дж.     |
| ------------ | ---------------------------------------------------- | -------------- | ------- |
| 2014         | Поводир                                              | Ольга Левицька | [ 31 ]  |
| 2017         | Jamala.UA                                            | грає себе      | [ 56 ]  |
| В очікуванні | Небо                                                 |                | [ 61 ]  |
| 2019         | Поліна і таємниця кіностудії                         | співачка       |         |
| 2020         | Пісенний конкурс Євробачення: Історія вогненної саги | грає себе      | [ 109 ] |

### Телебачення
| Назва                                          | Рік       | Роль                     | Канал                               | Нотатки                           | Дж.     |
| ---------------------------------------------- | --------- | ------------------------ | ----------------------------------- | --------------------------------- | ------- |
| Позаочі                                        | 2009      | Грає себе                | Інтер                               | Програма-інтерв'ю                 |         |
| Як козаки…                                     | 2010      | Співачка в корчмі        | Інтер                               | Телемюзикл                        | [ 110 ] |
| Анатомія голосу. Джамала                       | 2010      | Грає себе                | Інтер                               | Документальний телефільм          | [ 17 ]  |
| Правда Романа Скрипіна                         | 2010      | Грає себе                | ТВі                                 |                                   |         |
| Анатомія слави                                 | 2010      | Грає себе                | 1+1                                 |                                   |         |
| Правдива історія про Червоні вітрила           | 2010      | Кубинська співачка       | Інтер                               | Телефільм                         | [ 111 ] |
| Формула драйву                                 | 2010      | Грає себе (відниця)      | Новий канал                         |                                   |         |
| Живая музыка                                   | 2010      | Грає себе                | Дождь (рос.)                        |                                   |         |
| Зроби мені смішно                              | 2010      | Грає себе                | Новий канал                         | Ток-шоу                           |         |
| Нацвідбір на «Євробачення — 2011»              | 2010—2011 | Грає себе (конкурсантка) | Перший                              | Пісенний конкурс                  |         |
| Мрії здійснюються                              | 2011      | Грає себе                | Новий канал                         | Ток-шоу                           |         |
| True la-la                                     | 2011      | Грає себе (співачка)     | Інтер                               | Вокальна програма                 |         |
| Розбір польотів                                | 2011      | Грає себе                | Інтер                               |                                   |         |
| Шоу № 1                                        | 2011      | Грає себе (тренерка)     | Інтер                               | Вокальне шоу                      |         |
| 15 хвилин до завтра                            | 2011      | Грає себе                | К1                                  | Ток-шоу                           |         |
| День MTV «Face Control»                        | 2011      | Грає себе                | MTV Україна                         |                                   |         |
| Розбір польотів                                | 2011      | Грає себе                | Інтер                               | Новорічний випуск                 |         |
| Зірки в опері                                  | 2012      | Грає себе (учасниця)     | 1+1                                 | Вокальне шоу                      |         |
| Музыкальная битва: Россия vs. Украина          | 2012      | Грає себе (співачка)     | НТВ (рос.)                          | Вокальне шоу                      |         |
| Liveнь                                         | 2012      | Грає себе (співачка)     | Дождь (рос.)                        | Ток-шоу                           |         |
| Я люблю Україну                                | 2012      | Грає себе (співачка)     | 1+1                                 | Випуск № 12 (2-й сезон)           |         |
| Billboard Chart Show                           | 2012      | Грає себе (учасниця)     | М1                                  |                                   |         |
| Фабрика звёзд. Россия — Украина                | 2012      | Грає себе (співачка)     | Первый канал (рос.)                 | Вокальне шоу                      |         |
| Queen Tribute                                  | 2012      | Грає себе (співачка)     | Інтер                               |                                   |         |
| Я люблю Україну                                | 2012      | Грає себе (учасниця)     | 1+1                                 | Випуск № 17 (2-й сезон)           |         |
| Танцюють всі!                                  | 2012      | Грає себе (співачка)     | СТБ                                 | Випуск № 14 (5-й сезон)           |         |
| Tviй формат                                    | 2013      | Грає себе (співачка)     | М1                                  |                                   |         |
| Mizmizlar                                      | 2013      | Грає себе                | ATR                                 |                                   |         |
| Квітка. Голос в єдиному екземплярі             | 2013      | Грає себе                | Інтер                               | Документальний телефільм          | [ 112 ] |
| Online concert. All or nothing                 | 2013      | Грає себе (співачка)     | М1                                  |                                   |         |
| Окрема думка                                   | 2013      | Грає себе                | ТВі                                 |                                   |         |
| Живой звук                                     | 2013      | Грає себе (співачка)     | Москва 24 (рос.)                    |                                   |         |
| Між рядками                                    | 2013      | Грає себе                | День-TV                             |                                   |         |
| Життя на продаж                                | 2013      | Оповідач                 | 5 канал                             | Документальний телефільм          | [ 29 ]  |
| Машина часу                                    | 2013      | Грає себе (співачка)     | ICTV                                | Випуск № 9                        |         |
| Аліса в країні чудес                           | 2014      | Гусінь                   | Україна                             | Телемюзикл                        | [ 32 ]  |
| Стоп-кадр                                      | 2014      | Грає себе                | ТВі                                 |                                   |         |
| «Ласкаво просимо» з Аллою Крутою               | 2014      | Грає себе                | Україна                             | Програма-інтерв'ю                 |         |
| Великий новорічний концерт                     | 2014      | Грає себе (співачка)     | Україна                             | Новорічний концерт                |         |
| #кращийконцертроку                             | 2014      | Грає себе (співачка)     | ТЕТ                                 | Новорічний концерт                |         |
| Люди. Hard Talk                                | 2015      | Грає себе                | 112 Україна                         | Програма-інтерв'ю                 |         |
| Джамала. Концерт у Львові                      | 2015      | Грає себе (співачка)     | ZIK                                 | Концерт Джамали                   |         |
| «Світське життя» з Катериною Осадчою. 10 років | 2015      | Грає себе (співачка)     | 1+1                                 |                                   |         |
| Моя профешн                                    | 2015      | Грає себе                | М1                                  |                                   |         |
| X-Фактор                                       | 2015      | Грає себе (співачка)     | СТБ                                 | Випуск № 19 (6-й сезон)           |         |
| Нацвідбір на «Євробачення — 2016»              | 2016      | Грає себе (конкурсантка) | UA:Перший та СТБ                    | Пісенний конкурс                  |         |
| Моя правда                                     | 2016      | Грає себе                | СТБ                                 | Документальна телепрограма        |         |
| Hromadske.Pro                                  | 2016      | Грає себе (співачка)     | Громадське ТБ                       |                                   |         |
| Україна має талант. Діти                       | 2016      | Грає себе (співачка)     | СТБ                                 | Випуск № 9 (1-й сезон)            |         |
| Голос країни                                   | 2016      | Грає себе (співачка)     | 1+1                                 | Випуск № 14 (6-й сезон)           |         |
| Дивись на себе!                                | 2016      | Грає себе                | UA: Перший та Громадське ТБ         | Гонзо-мюзикл                      | [ 49 ]  |
| Nyhetsmorgon                                   | 2016      | Грає себе (співачка)     | TV4 (швед.)                         | Ранкове шоу                       |         |
| News London Live                               | 2016      | Грає себе (співачка)     | London Live (брит.)                 | Ранкове шоу                       |         |
| Новорічний мюзикл — 2017                       | 2016      | Грає себе (співачка)     | СТБ                                 | Новорічний концерт                |         |
| Голос країни                                   | 2017      | Грає себе (тренерка)     | 1+1                                 | 7-й сезон                         |         |
| Нацвідбір на «Євробачення — 2017»              | 2017      | Грає себе (суддя)        | UA: Перший та СТБ                   | Пісенний конкурс                  |         |
| EMA — 2017                                     | 2017      | Грає себе (співачка)     | RTV SLO (словен.)                   | Нацвідбір на «Євробачення — 2017» |         |
| Jamalas kamp                                   | 2017      | Грає себе                | SVT1 (швед.)                        | Документальний фільм              | [ 62 ]  |
| Jamala. I believe in U                         | 2017      | Грає себе (співачка)     | 1+1                                 | Концерт Джамали                   |         |
| Танці з зірками                                | 2017      | Грає себе (співачка)     | 1+1                                 | Випуск № 2 (5-й сезон)            |         |
| Голос країни                                   | 2018      | Грає себе (тренерка)     | 1+1                                 | 8-й сезон                         |         |
| Нацвідбір на «Євробачення — 2018»              | 2018      | Грає себе (суддя)        | UA: Перший та СТБ                   | Пісенний конкурс                  |         |
| I'm a Singer                                   | 2018      | Грає себе (суддя)        | 31 канал (казах.)                   | Вокальне шоу                      | [ 71 ]  |
| Crimea: Russia's Dark Secret                   | 2018      | Грає себе                | Al Jazeera English                  | Документальний телефільм          | [ 72 ]  |
| Нацвідбір на «Євробачення — 2019»              | 2019      | Грає себе (суддя)        | UA: Перший та СТБ                   | Пісенний конкурс                  |         |
| Голос. Діти                                    | 2019      | Грає себе (тренерка)     | 1+1                                 | 5-й сезон                         | [ 77 ]  |
| Нацвідбір на «Євробачення — 2022»              | 2022      | Грає себе (суддя)        | UA: Перший                          | Пісенний конкурс                  |         |
| Нацвідбір на «Євробачення — 2023»              | 2023      | Грає себе (суддя)        | Суспільне Культура                  | Пісенний конкурс                  |         |
| Нацвідбір на «Євробачення — 2024»              | 2024      | Грає себе (суддя)        | Суспільне Культура та Радіо Промінь | Пісенний конкурс                  |         |
| Нацвідбір на «Євробачення — 2025»              | 2025      | Грає себе (суддя)        | Суспільне Культура                  | Пісенний конкурс                  |         |

## Нагороди і відзнаки
2009:
- переможниця міжнародного конкурсу молодих виконавців «Нова хвиля»[113].
- «Відкриття року» за версією журналу «Cosmopolitan».
- премія «Людина року-2009» у номінації «Кумир українців»[114].

2010:
- нагорода «Шоуманія-2009» у номінації «Відкриття року»[115].
- премія «Elle Style Award-2009» у номінації «Співачка року»[116].

2012: модна премія «Best Fashion Awards» у спеціальній номінації «Натхнення».
2013: премія «ELLE Style Award-2012» у номінації «Співачка року».
2014: премія «Red Apple Awards» у номінації «Art» за внесок у розвиток культури й зміцнення миру.
2016:
- музична премія «YUNA-2016» у номінаціях «Найкращий соло-артист», «Найкращий альбом» («Подих»), «Найкраща пісня» («Злива»), «Найкращий дует» («Злива» Андрій Хливнюк, Джамала та Дмитро Шуров)[39].
- премія «Eurostory Awards 2016» за найкращий рядок у конкурсній пісні на пісенному конкурсі «Євробачення» — «You think you are gods, but everyone dies»[46].
- премія «Marcel Bezençon Award» у номінації «Мистецький приз» (Best artistic performance)[47].
- переможниця 61-го пісенного конкурсу «Євробачення»[119][120].
- почесне звання «Народний артист України»[3].
- звання «Почесний громадянин Києва»[121].
- премія «Cosmopolitan Awards» у спеціальній номінації «Натхнення року»[122].

2017:
- музична премія «YUNA-2017» у номінаціях «Найкращий соло-артист», «Найкраща пісня» («1944»), «Найкращий дует» («Заманили» Джамала та «ДахаБраха»)[51].
- всеукраїнська премія «Жінка України-2016» у номінації «Культура»[52].
- премія «Viva! Найкрасивіші-2017» у номінації «Гордість країни»[53].

2018:
- всеукраїнська премія «Жінка України-2017» у номінації «Шоу-бізнес»[67].
- премія «Digital Awards» від журналу «ELLE» у номінації «Персона з найбільшою кількістю інформприводів»[68].

2019:
- музична премія «YUNA-2019» у номінації «Найкраща виконавиця»[123].

2020:
- нагорода «YUNA 20 знакових пісень за 20 років» (за пісню «1944»)[124]

2021:
- Джамала отримала персональну зірку на Алеї слави в Києві[125].

2022:
- нагорода від Атлантичної ради США за «Визначне лідерство»[126]

2023:
- нагорода за вклад у тюркську культуру серед жінок від Асоціації турецьких жінок імені Умай[127].

2024:
- лауреатка Національної премії України імені Тараса Шевченка (2024) за альбом «QIRIM»[128]

2025:
- музична премія Jäger Music Awards у номінації «Відео року» за музичне відео на пісню «Arafat dağından»[129].

## Нотатки
1. ↑  У цьому селі мешкали всі прадіди Джамали по батьковій лінії до примусової депортації НКВС кримськотатарського народу в травні 1944 року[10].

## Цікаві факти
- Під час виступу на біс Джамали на «Євробаченні-2017» на сцену вибіг український пранкер Віталій Седюк та оголив сідниці[130].
- У репертуарі київського попрокгурту «Mat noir» є сингл «I love you, Ja», присвячений Джамалі[131].
- Джамала володіє українською, російською, кримськотатарською та англійською мовами. Сповідує іслам[132].